# Леві Мортон
Леві Парсонс Мортон (англ. Levi Parsons Morton; 16 травня 1824 — 16 травня 1920) — американський політик, 22-й віцепрезидент США (1889—1893) і 31-й губернатор штату Нью-Йорк (1895—1896).

## Біографія
Мортон народився в Шорхемі, Вермонт, в сім'ї преподобного і конгрегаціоналістського міністра Деніела Олівера Мортона (1788—1852) і Лукреції Парсонс (1789—1862). Його старший брат, Девід Олівер Мортон (1815—1859), був з 1849 по 1850 мером Толедо, Огайо.
У дитинстві Леві кидає школу і йде працювати клерком в бакалії в Енфілді, Массачусетс, пізніше викладачем у школі в Боскауені, Нью-Гемпшир. Мортон програє в 1876 році вибори до Конгресу, але призначається президентом Резерфордом Хейзом почесним комісаром на Всесвітню виставку 1878.
На 46-му і 47-му з'їзді Республіканської партії, Мортон був обраний до Конгресу. У 1880 році кандидат у президенти Джеймс Гарфілд запропонував Леві Мортону стати кандидатом у віце-президенти, але той відмовився. Якби він погодився, то після вбивства Гарфілда Мортон, а не Честер Артур, став 21-й президентом США.

Передвиборний плакат Гаррісона-Мортона

З 1881 по 1885 Мортон обіймав посаду посла США в Франції, де був дуже популярний. Він допоміг встановити торговельні відносини між двома країнами, а також, 24 жовтня 1881 поставив першу заклепку в великий палець лівої ноги споруджуваної статуї Свободи.
У 1889 році Мортон стає віце-президентом. За час перебування на посту Гаррісон намагався прийняти закон, який наділяв виборчими правами афроамериканців Півдня, але Мортон не підтримав законопроєкт. Президент звинуватив його в провалі законопроєкту. У 1892 році Мортон програє на виборах, і віце-президентом стає Едлай Стівенсон.
З 1895 по 1896 Мортон був губернатором штату Нью-Йорк. Він розглядався, як кандидат в президенти на виборах 1896, але Республіканська партія в результаті вибрала Вільяма Мак-Кінлі.

## Особисте життя
15 жовтня 1856 Леві Мортон одружився з Люсі Янг Кімбелл, яка народила одну дитину. Після її смерті в 1873 році Мортон одружився з Ганною Лівінгстон Рід.

## Смерть
Мортон помер у день свого 96-річчя, 16 травня 1920 року, в Райнбеку, Нью-Йорк. Був похований на кладовищі Райнбек.